# No Me Ames
A No Me Ames, (magyarul: Ne Szeress!) Jennifer Lopez második kislemeze bemutatkozó albumáról az On the 6ről, melyet a latin popsztárral Marc Anthonyval énekli közösen.

## Változatok és formátumok

### Amerikai és mexikói PROMO kislemez
1. No Me Ames (ft. Marc Anthony) – 4:38
2. No Me Ames (Tropical Remix) (ft. Marc Anthony) – 5:03

### Argentin PROMO kislemez
1. No Me Ames (ft. Marc Anthony) – 4:38
2. If You Had My Love – 4:25

## Remixek
- No Me Ames (Pablo Flores Club Mix) (ft. Marc Anthony)
- No Me Ames (Pablo Flores Radio Edit) (ft. Marc Anthony)
- No Me Ames (Salsa Version) (ft. Marc Anthony)

## Díjak
- Billboard Latin Music Awards (2000) - az év legjobb latin, (spanyol) nyelvű duettje

## Jelölések
- Latin Grammy-díj (2000) - a legjobb pop duó: Jennifer Lopez, Marc Anthony

## Helyezések
| Ország                                      | Csúcspozíció |
| ------------------------------------------- | ------------ |
| U.S. Billboard Hot Latin Tracks             | 1            |
| U.S. Billboard Latin Pop Airplay            | 2            |
| U.S. Billboard Latin Tropical/Salsa Airplay | 1            |

## Fordítás
Ez a szócikk részben vagy egészben  a   No Me Ames című angol Wikipédia-szócikk fordításán alapul.  Az eredeti cikk szerkesztőit annak laptörténete sorolja fel. Ez a jelzés csupán a megfogalmazás eredetét és a szerzői jogokat jelzi, nem szolgál a cikkben szereplő információk forrásmegjelöléseként.